# Diomede Falconio

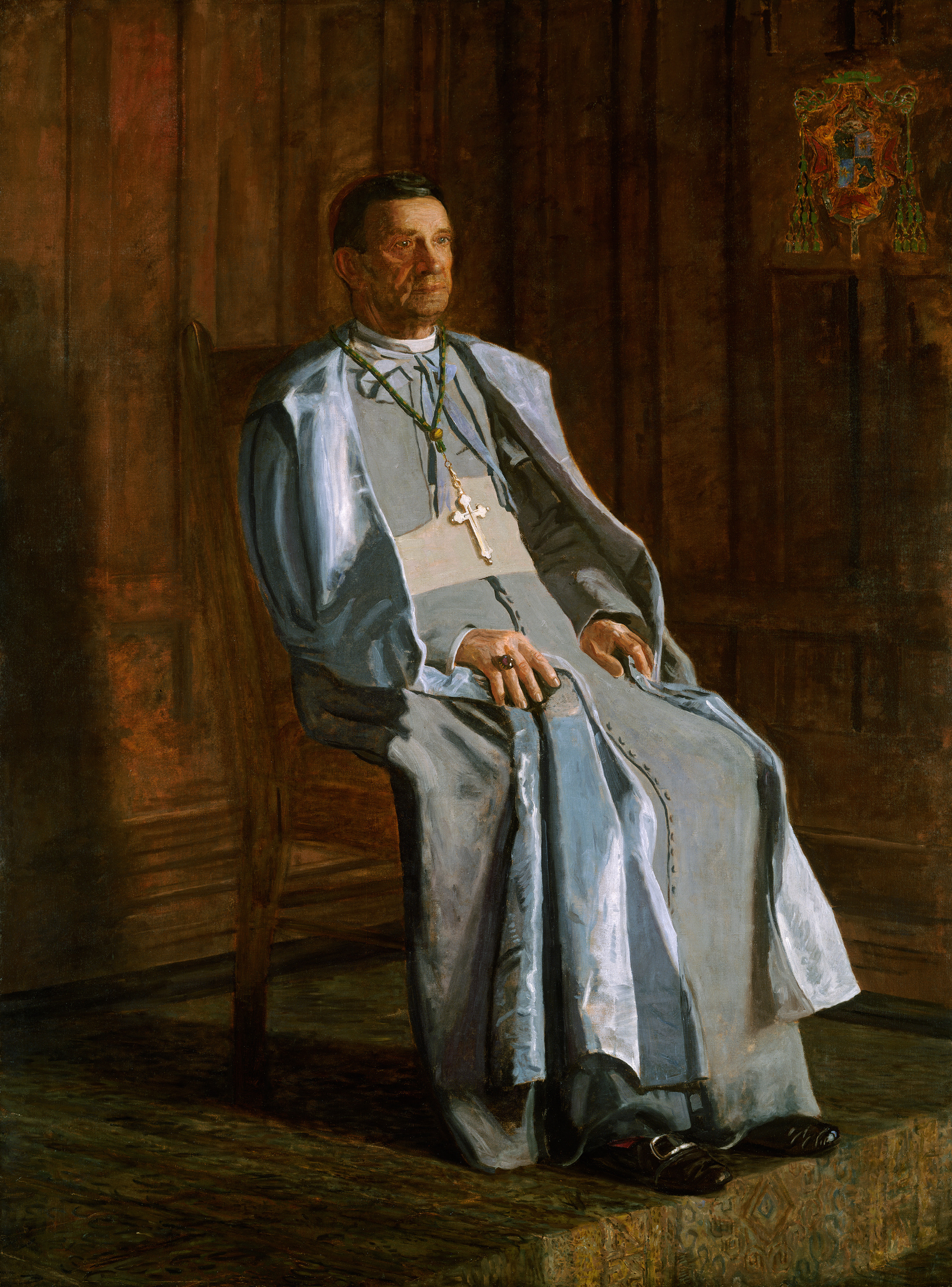
Kardinaal Falconio op een portret van Thomas Eakins uit 1905

Diomede Angelo Raffaele Gennaro Falconio (Pescocostanzo, 20 september 1842 - Rome, 8 februari 1917) was een Italiaans-Amerikaans geestelijke en kardinaal van de Rooms-Katholieke Kerk.
Falconio trad in 1860 toe tot de Orde der Franciscanen. Hij legde zijn eerste geloften af in 1861 en zijn eeuwige geloften in 1864. Hierna trok hij naar de Verenigde Staten, waar hij in 1866 priester werd gewijd. Hij vervulde vervolgens verschillende posities binnen zijn orde in zowel de Verenigde Staten (van welk land hij inmiddels de nationaliteit had verkregen) als in Canada en Italië. Hij was lange tijd verbonden aan het bisdom Harbor Grace in Newfoundland en zou daar zelfs bisschop geworden zijn, had zich de Ierse gemeenschap zich niet tegen de benoeming van deze Italiaan verzet.
In 1892 benoemde paus Leo XIII hem tot bisschop van Lacedonia in Campania. Hij werd bisschop gewijd door Raffaele Monaco La Valletta. In 1899 werd hij titulair aartsbisschop van Larissa en apostolisch delegaat in Canada. Later zou hij dezelfde functie vervullen in de Verenigde Staten.
Paus Pius X creëerde hem kardinaal tijdens het consistorie van 27 november 1911. De Santa Maria in Aracoeli werd zijn titelkerk. Kardinaal Falconio nam deel aan het conclaaf van 1914 dat leidde tot de verkiezing van paus Benedictus XV. Deze benoemde hem in 1916 tot kardinaal-bisschop van het suburbicair bisdom Velletri en tot prefect van de Congregatie voor de Religieuzen. 
Hij overleed een jaar later en werd begraven in de franciscaner kerk in zijn geboortedorp.
- International Standard Name Identifier: 0000 0000 7357 7901
- Library of Congress Control Number: n90602197
- Istituto Centrale per il Catalogo Unico: CUBV061761
- Virtual International Authority File: 53303911
- WorldCat: E39PBJgRP6hQkhGXCytmBXWJjC